# Queerfilm
Queerfilm är en karaktärsbaserad filmgenre där handlingen kretsar kring queer-teman som homosexualitet, bisexualitet och/eller könsidentitet/könsuttryck. Populärt används termen "gayfilm" synonymt, men är i strikt mening en snävare genre.

## Queerfilmsfestivaler i urval

### Europa
- Cinema Queer
- Göteborg Film Festival har program under HBTQ Festivalen i Göteborg
- Malmö Queer Filmfestival
- Copenhagen Gay & Lesbian Film Festival
- Festival Internazionale di Cinema Gaylesbico e Queer Culture (Milano)
- London Lesbian & Gay Film Festival

### Nordamerika
- Chicago Lesbian and Gay Film Festival
- Inside Out - Toronto Lesbian and Gay Film and Video Festival
- Miami Gay and Lesbian Film Festival
- The New York Lesbian & Gay Film Festival